# Angelika-Hartmann-Denkmal

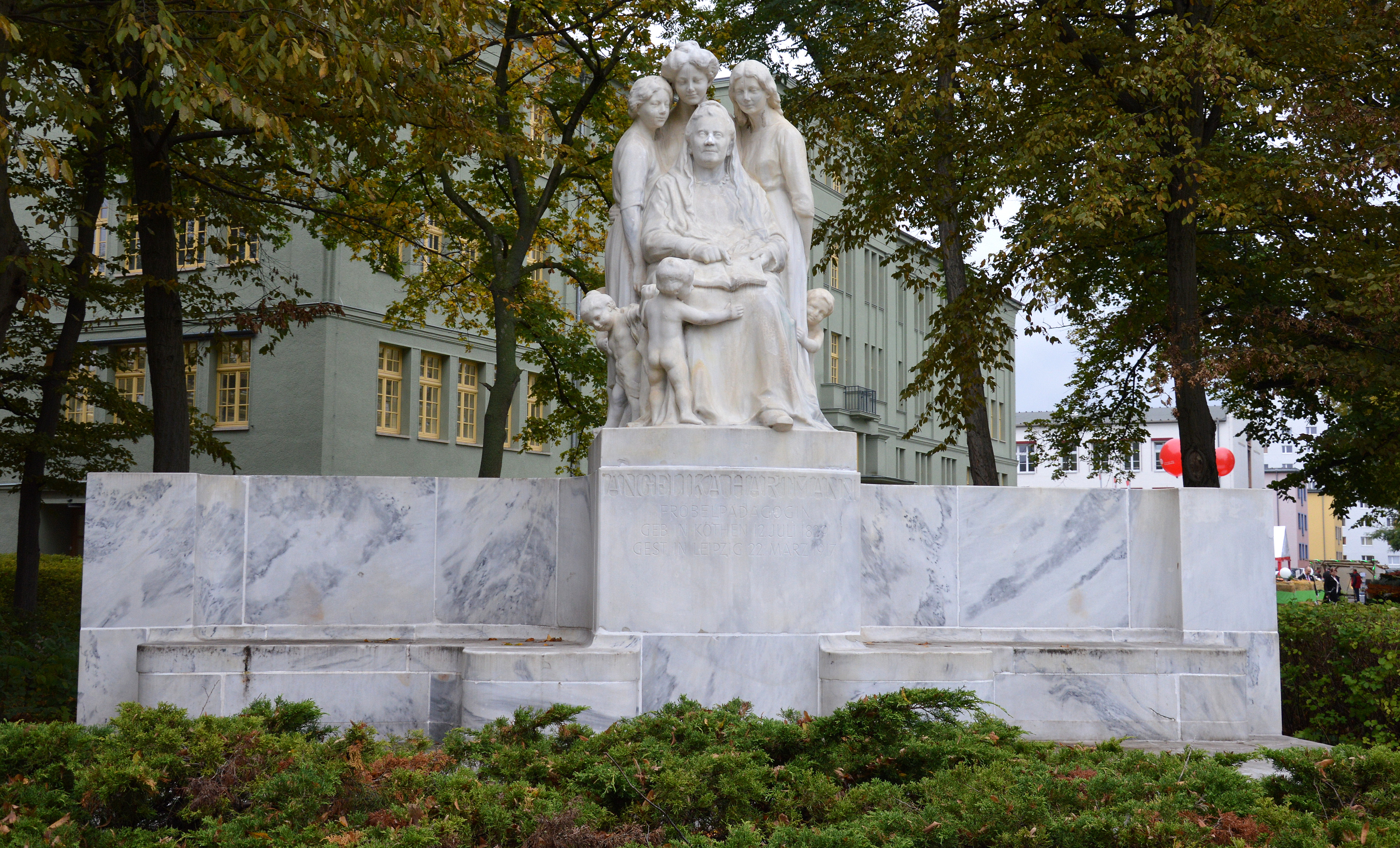
Angelika-Hartmann-Denkmal

Das Angelika-Hartmann-Denkmal ist ein Denkmal für die Pädagogin Angelika Hartmann (1829–1917) in Köthen (Anhalt) in Sachsen-Anhalt.

## Lage
Es befindet sich südlich der Bernburger Straße gegenüber der Einmündung der Langen Straße in unmittelbarer Nähe des Köthener Campus der Hochschule Anhalt.

## Gestaltung und Geschichte
Das Denkmal wurde im Jahr 1914 und somit noch zu Lebzeiten der in Köthen geborenen Angelika Hartmann errichtet. Hartmann war insbesondere eine frühe Förderin des Kindergartenwesens. Geschaffen wurde das Denkmal vom Bildhauer Paul Stuckenbruck. Es wurde aus Marmor erstellt und zeigt auf einem hohen Sockel in Lebensgröße eine sitzende Figur Angelika Hartmanns, die von jungen Frauen und Kleinkindern in naturalistischer Darstellung umgeben ist.
Im örtlichen Denkmalverzeichnis ist das Denkmal unter der Erfassungsnummer 094 17536 als Baudenkmal verzeichnet.